# Coelioxys ignava
Coelioxys ignava är en biart som beskrevs av Smith 1879. Coelioxys ignava ingår i släktet kägelbin, och familjen buksamlarbin. Inga underarter finns listade i Catalogue of Life.